# Izabela Szczerbal
Izabela Maria Szczerbal (ur. 1977) – polska biotechnolog, profesor doktor habilitowana inżynier nauk rolniczych, specjalizująca się w genetyce i genomice zwierząt, przewodnicząca Oddziału Poznańskiego Polskiego Towarzystwa Genetycznego, prodziekan ds. nauki na Wydziale Medycyny Weterynaryjnej i Nauk o Zwierzętach Uniwersytetu Przyrodniczego w Poznaniu, laureatka wielu nagród i stypendiów.

## Życiorys naukowy
Doktorat w dyscyplinie zootechniki obroniła 20 maja 2005 roku na Wydziale Hodowli i Biologii Zwierząt Akademii Rolniczej im. Augusta Cieszkowskiego w Poznaniu dysertacją Cytogenetyczna mapa genomu jenota chińskiego (Nyctereutes procyonoides procyonoides Gray), przygotowaną pod kierunkiem prof. Marka Świtońskiego. Habilitację w dyscyplinie biologii uzyskała 21 lutego 2012 na Wydziale Biologii i Biotechnologii Uniwersytetu Warmińsko-Mazurskiego w Olsztynie na podstawie pracy Lokalizacja chromosomowa oraz związek architektury jądra interfazowego adipocytów z poziomem transkrypcji wybranych genów świni domowej (Sus Scrofa Domestica). 25 października 2019 otrzymała tytuł profesora.

### Badania i zainteresowania naukowe
Badania i zainteresowania naukowe prof. Izabeli koncentrują się wokół mechanizmów epigenetycznych wpływających na ekspresję genów zaangażowanych w adipogenezę i gospodarkę lipidową ssaków, diagnostyki cytogenetycznej zwierząt domowych i roli architektury jądra interfazowego w funkcjonowaniu wybranych komórek ssaczych.